# Ivan Krstitelj Machiedo mlađi
Ivan Krstitelj pl. Machiedo mlađi Palilski (u izvorima na talijanskom: Giovanni Battista "Titta" Machiedo de Palilo) (29. prosinca 1825. – 3. srpnja 1905.), hrvatski odvjetnik i političar. Unuk istoimenog djeda.

## Životopis
Rodio se je 1825. godine. Sin Antuna i Antonije r. Vidović. U Hvaru je učio privatno gimnaziju kod svećenika Jurja Škarpe, pa potom u Splitu. U Padovi studirao i doktorirao pravo 1849. godine. Bio je na glasu kao uvaženi odvjetnik. 1860-ih i 1870-ih birani gradonačelnik u Hvaru. U prvoj je svojoj političkoj fazi bio autonomaš. Godine 1861. postao zastupnik prvog saziva Dalmatinskog sabora i zastupnik Carevinskog vijeća. Nakon Viške bitke 1866. (o kojoj je napisao spjev na talijanskom jeziku, ondašnjem jeziku uprave, znanosti i obrazovanja) promijenio političke stavove i priklonio se hrvatstvu, t.j. Narodnoj stranci, čime je Hvar postao pohrvaćena općina i jedna od prvih takvih u Kraljevini Dalmaciji. Do kraja je ostao uz ideju ujedinjenja hrvatskih zemalja (aneksionisti) t.j. ujedinjenja Kraljevine Dalmacije s ostatkom Hrvatske. Te je stavove zastupao u Saboru. Zadržao je austrofilstvo, zbog čega ga je austrijski car honorirao onim što mu je djed dobio tek formalno: dobio je nasljedno plemstvo i pridjevak "Palilski" (de Palilo). Pridjevak je dobio prema posjedu na Svetom Klementu, otoku u Paklinskim otocima. Zabilježeno je da je bio na čelu mase koja je za nereda u Hvaru 1898. klicala "Živila Hrvatska! Živila hrvatska vojska!". Oženio se 1850. sestrom poznatog hrvatskog prirodoslovca Grgura Bučića Anđelom. Od njihovo četvero djece, ističu se Antun pl. Machiedo (1853. — 1901.), odvjetnik i zastupnik u Dalmatinskome saboru, Julije, hvarski gradonačelnik, unuk Jakov pl. Machiedo (sin sina Petra) bio je zrakoplovni časnik u Austriji, prvoj Jugoslaviji i u NDH (zrakoplovni pukovnik) te konzul NDH u Münchenu), dvoje djece sina Julija završilo je na Križnom putu; Supružnici i supružnice mnogih njegovih potomaka bili su poznati hrvatski uglednici.